# Radiuino
Radiuino é uma plataforma livre para criação de rede de sensores sem fio (RSSF), contemplando hardware, firmware e software, e baseado na plataforma Arduino. A comunidade de desenvolvimento tem por objetivo criar aplicações de fácil utilização para construção de (RSSF) de forma amigável. A ideia é permitr que pessoas, mesmo sem grande experiência em programação, consigam montar sua solução de rede de sensores.

## História
O projeto teve início em 2010 na cidade de Campinas, Brasil, sob a perspectiva de permitir aos usuários sem muita familiaridade em programação de microcontroladores implementar uma rede de sensores sem fio de maneira ágil e simplificada para controle, automação e monitoramento de sistemas diversos.
O Radiuino é uma extensão do projeto Arduino, surgido em 2005, agregando a este a funcionalidade de uma RSSF, suprimindo a necessidade de cabeamento para a troca de dados da solução em questão.
Uma das implementações atualmente utilizada é um módulo de radiofrequência desenvolvido pela empresa SpreadCom.

## Plataforma

### Hardware

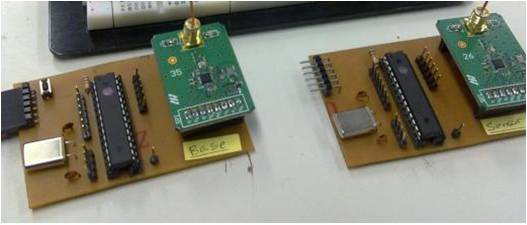
sensores sem fio rodando Radiuino

O hardware nada mais é do que um Arduino integrado a um transceptor CC1101 da Texas Instruments e controlado por um microcontrolador ATMEGA 328 da Atmel.
Os testes iniciais da plataforma se deram em 2010 utilizando um Arduino Duemilanove conectado a um shield com o transceptor CC1101.

### Software
A plataforma Radiuino utiliza a IDE do Arduino. Portanto, todas as facilidades permitidas pelo ambiente de desenvolvimento do Arduino podem ser utilizadas nos desenvolvimentos com o Radiuino.

### Firmware
O firmware foi estruturado em camadas de protocolo, semelhante ao TCP/IP, com 5 camadas. Desta forma o desenvolvedor poderá identificar qual a função que deseja trabalhar e implementar seu código na camada adequada. O arquivo disponível é uma apresentação sobre rede de sensores e como se insere o Radiuino neste conjunto de soluções.

## Aplicações
A plataforma permite desenvolver aplicações das mais diversas possíveis. Desde controle de irrigação em jardins até controle de dispositivos em residências.
Adicionalmente a plataforma tem por finalidade:
- desenvolver protocolos de camada de rede para criação de técnicas de roteamento de forma a atender redes mesh
- implementar técnicas de controle de acesso ao meio (MAC) para economia de energia